# Мезенцов, Николай Владимирович
Никола́й Влади́мирович Мезенцо́в (или Мезенцев, 11 [23] апреля 1827 — 4 [16] августа 1878, Петербург) — военный и государственный деятель Российской империи, генерал-лейтенант (30 августа 1873) и генерал-адъютант (17 мая 1871), шеф Отдельного корпуса жандармов и главный начальник Третьего отделения Собственной Е.И.В. канцелярии (30.12.1876-04.08.1878).

## Биография

### Происхождение и военная служба
Происходил из дворянского рода Мезенцовых — младший сын Владимира Петровича Мезенцова и графини Веры Николаевны, урождённой Зубовой (1800—1863), дочери цареубийцы графа Н. А. Зубова и внучки генералиссимуса А. В. Суворова. Старший брат Николая, Михаил — гофмейстер. Родился в Петербурге, крещен 23 апреля 1827 года в церкви Входа Господня во Иерусалим, что у Лигова канала, при восприемстве графа А. Н. Зубова и сестры Натальи.
Военную службу начал 3 октября 1845 года, в чине унтер-офицера лейб-гвардии Преображенского полка. Через два года получил офицерский чин прапорщика. В 1849 году участвовал в походе к западной границе Российской империи, причиной которого была революция в Венгрии, подавлявшаяся Россией вместе с Австрийской империей. В конце этого же года произведён в подпоручики.
Участник Крымской войны 1853—1856 годов и непосредственно обороны г. Севастополя. Участвовал в форсировании Дуная у Браилова и осаде Силистрии в ходе Дунайской кампании 1854 года; за эти операции награждён соответственно орденами Св. Анны 3-й степени с мечами и Св. Владимира 4-й степени с мечами. В октябре 1854 года командирован князем Горчаковым к командующему Южной армии А. С. Меншикову в качестве курьера, а в январе 1855 года Горчаков, принявший командование Южной армией, сделал Мезенцова своим адъютантом. В этом качестве Мезенцов отличился весной при обороне Севастополя и в апреле был произведён в штабс-капитаны с награждением золотой полусаблей «За храбрость». После сражения на Чёрной речке награждён орденом Св. Станислава 2-й степени с мечами. В 1856 году, когда Горчаков принял командование Западной и Средней, а затем Первой армией, адъютант последовал за ним.
В апреле 1860 года Мезенцов произведён в капитаны гвардии с последующим переименованием в подполковники армии (старая гвардия имела старшинство перед армией на два чина) и назначением офицером для особых поручений при главнокомандующем Первой армией. В следующем году после смерти Горчакова Мезенцов сопровождал гроб с его телом из Варшавы в Севастополь. Участвовал в подавлении Польского восстания. В ноябре 1861 года он был назначен флигель-адъютантом императора Александрa II. В 1862 году проводил инспекцию войск Отдельного корпуса внутренней стражи в ряде губерний и в августе был произведён в полковники. На следующий год был направлен контролировать правильность исполнения рекрутского набора в Область Войска Донского, а в 1863 году — инспектировать войска внутренней стражи в юго-западных губерниях.

### Политический сыск и Отдельный корпус жандармов
Уже в августе 1863 года, в перерыве между инспекционными поездками, Мезенцов был прикомандирован для учёбы к управлению шефа жандармов. С ноября того же года по май 1871 года он был членом Следственной комиссии в Санкт-Петербурге, в этом качестве в частности рассматривая дело о покушении Каракозова на Александра II в 1866 году. По ходу работы в Следственной комиссии Мезенцов неоднократно временно замещал высших руководителей Отдельного корпуса жандармов — в начале 1874 года начальника штаба и управляющего Третьим отделением (в июле назначен на должность начальника штаба уже на постоянной основе), а в дальнейшем шефа жандармов и главного начальника Третьего отделения. В 1865 году он произведён в генерал-майоры.

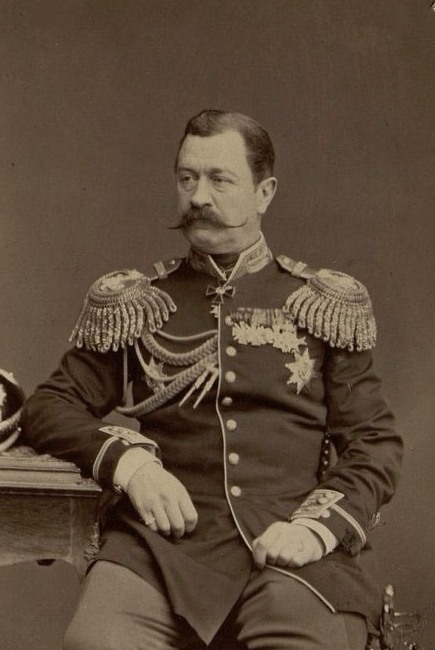
Фото Николая Мезенцова авторства А. И. Деньера

В 1871 году Мезенцов получил свитское звание генерал-адъютанта и был временно отозван из корпуса жандармов, но продолжал работу в полицейской сфере, в 1872 году возглавив расследование беспорядков в Харькове. В августе 1873 года произведён в генерал-лейтенанты и через год назначен товарищем шефа жандармов и главного начальника Третьего отделения, в дальнейшем снова неоднократно замещая своё непосредственное начальство. В январе 1875 года возглавил Комитет для определения района действий жандармской полиции управлений железных дорог, в августе стал кавалером ордена Белого орла.

После выхода А. Л. Потапова в отставку с поста шефа жандармов по состоянию здоровья Мезенцов 30 декабря 1876 года официально возглавил это ведомство, одновременно став членом Государственного совета и комитетов по делам Кавказа и Царства Польского. Отзывы о его деятельности на посту шефа жандармов расходятся: кто-то сравнивал Мезенцова с «сонным тигром», а тогдашний военный министр Д. А. Милютин, напротив, писал о том, что тот «вёл дела гуманно» и не вступал с подследственными в столкновения. По мнению Милютина, по складу характера Мезенцов, «повеса» и в то же время набожный человек, не подходил для занятого поста. Друг Мезенцова ещё по Крымской войне, московский вице-губернатор Красовский, характеризовал его ещё более высоко: 
[К]ак человек Николай Владимирович был одарен всеми высокими качествами души; он был честен в высшем значении этого слова и шел в жизни всегда прямо и смело... Николай Владимирович никогда, нигде и ни перед кем не скрывал своих убеждений. Со всеми он был добр до безотчетности, и — что так редко случается — несмотря на своё высокое положение, он никогда не изменялся в отношениях своих к старым товарищам и приятелям. Идеалом его жизни была правда; он носил её в душе своей и искал во всем и везде... Всегда кроткий, веселый, простой, задушевный, готовый помочь, принести пользу, он служил в тяжелое время и понес немало трудов. Обладая громадною памятью и сильным здоровьем, он мог работать по 14 и 18 часов в сутки.
В ранге шефа жандармов Мезенцов в январе 1878 года предложил развернуть в России контрреволюционную пропаганду, посредством печатного слова среди простонародья, а в более образованных слоях через «кружки, имеющие целью препятствовать дальнейшему развитию революционных замыслов». Этот проект был отвергнут как излишне смелый, но предложенное Мезенцовым усиление сети секретных агентов, внедряемых в революционные круги и подотчётных только Третьему отделению, было поддержано и на эту цель были выделены 400 тысяч рублей.

### Награды
Российские:
- Орден Святой Анны 3-й степени с бантом (28.07.1854)
- Орден Святого Владимира 4-й степени с бантом (08.12.1854)
- Золотая полусабля с надписью «За храбрость» (17.04.1855)
- Орден Святого Станислава 2-й степени с мечами (10.09.1855)
- Императорская корона к ордену Святого Станислава 2-й степени с мечами (19.12.1857)
- Орден Святой Анны 2-й степени с мечами и императорской короной (19.04.1864)
- Орден Святого Владимира 3-й степени с мечами (27.03.1866)
- Орден Святого Станислава 1-й степени с мечами (26.08.1866)
- Орден Святой Анны 1-й степени с мечами (31.03.1868)
- Орден Святого Владимира 2-й степени с мечами (17.04.1870)
- Орден Белого орла (30.08.1875)
- Орден Святого Александра Невского с мечами (17.12.1877)

Иностранные:
- Французский орден Почётного легиона, кавалерский крест (1858)
- Гессен-Дармштадтский орден Людвига, кавалерский крест (1860)
- Прусский орден Красного орла 3-й степени (1860)
- Персидский орден Льва и Солнца 1-й степени (1878)

### Террористический акт и смерть
К концу 1870-х годов землевольцы в России перешли к тактике индивидуального террора, жертвой которого 4 августа 1878 года и стал шеф жандармов.
«Николай Владимирович вставал обыкновенно очень рано и совершал ежедневно прогулки пешком, во время которых посещал часовню у Гостиного двора, на Невском. Зайдя туда и 4 августа, в девятом часу утра, Николай Владимирович по окончании молитвы в сопровождении своего бывшего товарища, отставного подполковника Макарова, направился обратно домой, через Михайловскую улицу, Михайловскую площадь и Большую Итальянскую улицу.
Едва он вступил на мостовую Итальянской улицы и поравнялся с домом Кочкурова, перед самыми окнами кондитерской приблизились к нему двое шедших навстречу людей, весьма прилично одетых. Один из них нанёс ему рану кинжалом и вместе со своим спутником поспешно сел в поджидавший тут же экипаж. Г. Макаров сделал попытку задержать их, но в него сделали выстрел из револьвера, пуля пролетела мимо, а виновники катастрофы, никем не задержанные, так как в этой местности не было ни одного полицейского стража, а равно отсутствовала и публика, успели скрыться.
Рассказывают, что они быстро поскакали по Итальянской и завернули на Малую Садовую; кучер, по всей вероятности, был из числа сообщников; рассказывают, что они будто бы и в предыдущие дни являлись на то же место, где были сегодня. Несомненно только, что преступники имели собственный экипаж, запряжённый хорошею лошадью в серебряной упряжи. Заключают некоторые по этим признакам, что это люди со средствами. На одном из них было надето серое пальто.
Сам Николай Владимирович в момент катастрофы не потерял присутствия духа, и когда выбежавшие на выстрел из кондитерской занятые в ней уборкой приказчики с ужасом спросили: „Кто ранен?“ — Николай Владимирович отвечал, что ранен он, и при этом указал на свою окровавленную одежду. При помощи полковника Макарова и вышедшего из соседнего дома камергера Бодиско, Николай Владимирович Мезенцов дошел по Итальянской до угла Малой Садовой, где его посадили на извозчика. Оттуда он доехал до своей квартиры у Цепного моста, на Фонтанке.
Значительное истечение крови скоро обессилило раненого. Приглашённый в 11 часов утра доктор Мамонов, осмотрев больного, нашел, что положение его серьёзное. И действительно, несмотря на помощь, оказанную ему докторами во главе с знаменитым тогда хирургом Богдановским в 4 часа в области раны и желудочной полости открылись сильнейшие боли, и в 5 часов 15 минут в ужасных страданиях Н. В. Мезенцов скончался».
Николай Мезенцов умер неженатым и бездетным. На панихиде присутствовали император Александр II и цесаревич Александр Александрович, министры и высшие сановники, члены дипломатического корпуса. Служил панихиду митрополит Исидор. В почётном карауле стояли эскадроны кавалергардского полка, конной артиллерии, конных жандармов, гвардейских жандармов, казаков. Н. И. Мезенцов был похоронен в фамильном склепе в Сергиевой Приморской пустыни.
Убийца Н. И. Мезенцова — будущий писатель и публицист Сергей Кравчинский — сумел в суматохе бежать за границу, где впоследствии описал свой теракт в брошюре «Смерть за смерть» как месть за недавнюю казнь народника И. М. Ковальского.

## Личная жизнь
Никогда не был женат и не имел детей. Его любовницей была знаменитая куртизанка Бланш д’Антиньи, которую он перевез из Парижа в Санкт-Петербург. Эта связь наделала много шума в светском обществе Российской империи, и Александру II (по другой версии — императрице) пришлось распорядиться о высылке д’Антиньи из страны в Висбаден.